# وزارة المالية (قبرص الشمالية)
وزارة المالية في جمهورية شمال قبرص التركية (بالتُّركيَّة: Kuzey Kıbrıs Türk Cumhuriyeti Maliye Bakanlığı)، هي وزارة حكوميَّة في قبرص الشمالية المسؤولة عن المالية الحكومية.
الوزير الحالي هو دورسون أوغوز، وذلك منذ ديسمبر 2020 م.